# Andrea Kossányiová
Andrea Kossányiová est une joueuse volley-ball tchèque, née le 6 août 1993 à Příbram. Elle mesure 1,86 m et joue au poste de réceptionneuse-attaquante. Elle totalise 1 sélections en équipe de République tchèque.

## Clubs
| Club                   | De        | À         |
| ---------------------- | --------- | --------- |
| Olymp Prague           | 2007-2008 | 2011-2012 |
| VK Prostějov           | 2012-2013 | 2014-2015 |
| Impel Wrocław          | 2015-2016 | 2016-2017 |
| VK Prostějov           | 2017-2018 | 2017-2018 |
| UP Olomouc             | 2018-2019 | 2018-2019 |
| BKS Stal Bielsko-Biała | 2019-2020 | 2020-2021 |

## Palmarès

### Équipe nationale
- Ligue européenne
  - Vainqueur : 2012, 2019.

### Clubs
- Championnat de République tchèque
  - Vainqueur : 2013, 2014, 2015, 2018, 2019.
  - Finaliste : 2012.
- Coupe de République tchèque
  - Vainqueur : 2013, 2014, 2015, 2018, 2019.

### Distinctions individuelles
- Championnat d'Europe féminin de volley-ball des moins de 20 ans 2010: Meilleure attaquante.
- Ligue d'or européenne 2019 : Meilleure joueuse[4].